# (8780) Forte
(8780) Forte est un astéroïde de la ceinture principale.

## Description
(8780) Forte est un astéroïde de la ceinture principale. Il fut découvert le 13 juin 1975 à El Leoncito par Mario R. Cesco. Il présente une orbite caractérisée par un demi-grand axe de 2,22 UA, une excentricité de 0,21 et une inclinaison de 3,8° par rapport à l'écliptique.

## Compléments